# Valderrey
Valderrey – gmina w Hiszpanii, w prowincji León, w Kastylii i León, o powierzchni 60,23 km². W 2011 roku gmina liczyła 487 mieszkańców.